# Cissy Houston
Cissy Houston (Newark (New Jersey), 30 september 1933 – aldaar, 7 oktober 2024) was een Amerikaanse gospel- en soulzangeres. Ze had een succesvolle carrière als achtergrondzangeres voor Elvis Presley, Mahalia Jackson, Aretha Franklin, en werd later solozangeres. Ze is de moeder van de op 11 februari 2012 overleden zangeres en actrice Whitney Houston.
Ze was de jongste van acht kinderen van Nitch en Delia Drinkard. Toen Houston vijf jaar was overleed haar moeder door een hersenbloeding. Haar vader overleed toen Cissy 18 jaar was.
Als kind zong ze samen met haar zus Anne en haar broers Larry en Nick in de gospelgroep the Drinkard Four. Haar zus, Lee (die later moeder zou worden van de zangeressen Dee Dee Warwick en Dionne Warwick) kwam later in de groep samen met Ann Moss en Marie Epps. De groep werd later omgeturnd in The Drinkard Singers. De groep trad geregeld op in de New Hope Baptist Church en nam later een live-album op voor RCA genaamd "A Joyful Noise".
Houston overleed op 91-jarige leeftijd.
- Bibliothèque nationale de France: cb139244280 (data)
- Gemeinsame Normdatei: 120595087
- International Standard Name Identifier: 0000 0000 2978 8752
- Library of Congress Control Number: n89104468
- MusicBrainz: eb3bcef2-0a08-4afc-8315-1730c3c35c59
- Nationale en Universitaire bibliotheek Zagreb: 000068557
- Nederlandse Thesaurus van Auteursnamen: 097964328
- SNAC: w69t73cq
- Système universitaire de documentation: 235266752
- Virtual International Authority File: 72228333
- WorldCat: E39PBJkT9GPBxhjKJD86GvrrMP